# Bernardo Frizoni
Bernardo Frizoni (Volta Redonda, 1990. március 12. –) brazil labdarúgó.